# Tat'jana Šč'egoleva
Tat'jana Nikolaevna Šč'egoleva (in russo Татьяна Николаевна Щьеголева?; Mosca, 9 febbraio 1982) è un'ex cestista russa.
Alta 192 cm per 80 kg, giocava come centro.

## Carriera
Con la Russia ha disputato due edizioni dei Giochi olimpici (Atene 2004, Pechino 2008), due dei Campionati mondiali (2002, 2006) e quattro dei Campionati europei (2003, 2005, 2007, 2009).

## Palmarès
- Campionato europeo: 2
Nazionale russa: Grecia 2003, Italia 2007.